# Голдаст
Дастін Патрік Раннелс (англ. Dustin Patrick Runnels, нар. 11 квітня 1969) — американський професійний реслер, який виступає в  AEW До цього виступав в чемпіонатах World Championship Wrestling і Total Nonstop Action. Ранелс — син «Американської мрії» Дасті Роудс і зведений брат Коді Роудса. За свою кар'єру завоював кілька чемпіонських поясів. В чемпіонаті WCW він був двічі чемпіоном Сполучених Штатів у важкій вазі і двічі командним чемпіоном. В WWE він 9 разів ставав хардкорним чемпіоном WWE, тричі інтерконтинентальним чемпіоном WWE, один раз командним чемпіоном світу (старий формат) та двічі командним чемпіоном WWE.

## Кар'єра в реслінгу

### SmackDown і повернення на Raw (2010–2012)
3 березня 2010 Голдаст був переведений в ростер SmackDown!. Його перший матч після перекладу відбувся 4 березня на шоу WWE Superstars, де він програв Крісу Джеріко. Наступного тижня Голдаст переміг Майка Нокса. Голдаст брав участь в Королівській Битві за участю 26 реслерів на РеслМанії XXVI, проте не зміг перемогти.
Під час додаткового драфта 2010 року, Голдаст потрапив в ростер RAW. 10 травня Голдаст разом з Джоном Моррісоном, Йоші Татсу і Сантіно Мареллою програли командний поєдинок проти восьми новачків NXT. 7 грудня було повідомлено, що Раннелс отримав серйозну травму плеча, вибівшую його на п'ять — сім місяців. Після цього Роудс став займатися продюсуванням подій. Знову з'явився на SmackDown 30 квітня в сегменті з Коді Роудсом і своїм батьком. Знову з'явився на RAW в кінці року, на Slammy Awards, де вручав нагороду разом з Вікі Гуерреро. 30 квітня 2012 профіль Голдаста був переведений в розділ «Alumni» (розділ колишніх реслерів WWE).

### Повернення в WWE
Голдаст повернувся в WWE 27 січня 2013 на Королівській битві, де він вийшов під 8 номером. З битви його викинув Коді Роудс.

### The Rhodes Dynasty (2013-теперішній час)
Повернувся на RAW 9 вересня і бився проти Ренді Ортона. Умови поєдинку були такі: якщо Голдаст виграє, то його брат Коді повернеться в компанію, проте Ортон переміг. На WWE Raw від 16 вересня Дасті Роудс вступив у конфронтацію зі Стефані МакМен, щоб та повернула його синів — Голдаста і Коді Роудс до роботи, однак та відмовилася і наказала Біг Шоу нокаутувати його. Через тиждень, на RAW від 23 вересня, Коді і Голдаст в чорних костюмах напали на Щит, перед їх матчем. На наступному RAW був офіційно призначений матч на Battleground, в якому Голдаст і Коді Роудс протистояли двом членам Щита, а саме — Роману Рейнс і Сету Роллінса, з умовою, якщо виграє Щит, Дасті Роудс буде звільнений з NXT і всій родині Роудс назавжди буде заборонено виступати в WWE, а якщо виграють Роудси, вони зможуть повернутися в WWE. На Battleground Коді Роудс з Голдастом перемогли Романа Рейнс і Сета Роллінса і повернули собі роботу.
14 жовтня на RAW Коді Роудс і Голдаст перемогли Щит (Сета Роллінса і Роман Рейнс) в матчі без дискваліфікації і стали новими командними чемпіонами WWE. На Hell in a Cell в поеднке «Потрійна загроза» за титул командних чемпіонів Брати Роудс перемогли братів Усо, а також Сета Роллінса і Роман Рейнс. На останньому RAW перед Survivor Series Коді і Голдаст, будучи частиною команди братів Усо, СМ Панка і Деніела Браяна перемагають тандем команд щита і сім'ї Уаятта. На останньому SmackDown перед PPV був призначений «поєдинок на виживання»: Голдаст і Коді Роудс, брати Усо і Рей Містерія проти «Щита» і «Справжніх американців» (Сезар і Джек Сваггер, який програла перша команда. На SmackDown Роудс успішно захистили свої титули командних чемпіонів проти Справжніх американців.
На TLC був призначений чотиристоронніми командний матч за Командні чемпіонства на між чемпіонами Братами Роудсами проти Справжніх Американців проти Райбека і Кертіса Акселя проти Рея Містеріо і Біг Шоу. На TLC Коді і Голдаст знову відстояли свої титули. На пре-шоу до Королівської Битві (2014) Коді Роудс і Голдаст програли титули команді «Покидьки нового століття» (Дорожній Пес і Біллі Ганн). На RAW від 3 лютого в сталевій клітці Покидьки перемогли Коді і Голдаста. На пре-шоу до Elimination Chamber (2014) Коді Роудс і Голдаст перемогли Райбека і Кертіса Акселя.
На PPV Payback, після чергової поразки, Коді Роудс сказав своєму братові Голдасту, що той заслуговує кращого партнера. Після PPV Payback Голдаст невдало виступав зі своїми новими партнерами. На Raw від 16 червня Коді дебютував в ролі Стардаста і об'єднався зі своїм братом для перемоги над РайбАкселем (Райбек і Кертіс Аксель). На SmackDown! від 27 червня РайбАксель кинули виклик Стардаста і Голдасту на PPV Money in the Bank, який вони прийняли. На Money in the Bank (2014) Стардаст і Голдаст перемогли РайбАксель. На Raw від 18 серпня Голдаст і Стардаст перемогли Братів Усо (Джиммі і Джей) в нетитульному поєдинку. На Raw від 25 серпня Голдаст і Стардаст здолали Братів Усо в титульному матчі за відліком. Після матчу Голдаст і Стардаст напали на Братів Усо. На Raw від 1 вересня Голдаст і Стардаст знову атакували Братів Усо і травмували ногу Джею Усо. На PPV Night of Champions (2014) Стардаст і Голдаст перемогли Братів Усо і стали новими командними чемпіонами WWE. 26 жовтня на PPV Hell in a Cell (2014) відбувся ще один бій з Братами Усо за Командне чемпіонство WWE, в якому Голдаст і Стардаст здобули перемогу, відстоявши пояса.

## Особисте життя
Його зведений брат — Коді Роудс — реслер WWE. Його батько — Дасті Роудс — працює в WWE NXT.
У 1993 році Дастін одружився з Террі Раннелс, з якою він зустрівся під час роботи в WCW. У 1994 році у них народилася дочка Дакота. У 1999 році Дастін і Террі розлучилися. 18 грудня 2002 Дастін одружився з Міленою Мартеллоні.

## В реслінгу
- Фінішер
  - Shattered Dreams

- Улюблені прийоми
  - Bionic elbow
  - Bulldog
  - Cannonball from the ring apron to the outside of the ring
  - Clothesline
  - Director's Cut / Shock Treatment
  - Diving crossbody
  - Diving hurricanrana — 2013-теперішній час
  - Dropping down and uppercutting the opponent
  - Jumping hip attack
  - Inverted atomic drop
  - Oscar (Sitout rear mat slam)
  - Running stunner — 2007
  - Sidewalk slam
  - Spinebuster — 2013-нинішній час
  - Springboard back elbow — 2013-нинішній час
  - Sunset flip powerbomb

- Музичні теми
  - «Dustin Runnels» від Джима Джонсона (як Dustin Runnels)
  - «Golden» Джима Джонсона
  - «Goldust» Джима Джонсона
  - «Gold-Lust» Джима Джонсона
  - «Gold and Smoke» Джима Джонсона
  - «Written in the Stars» («Gold-Lust» Intro) Джима Джонсона

## Титули і нагороди
- Championship Wrestling from Florida
  - NWA Florida Heavyweight Championship (1 раз)
  - NWA Florida Tag Team Championship (1 раз) — з Mike Graham
- Coastal Championship Wrestling
  - CCW Heavyweight Championship (1 раз)
- Pro Wrestling Illustrated
  - PWI Comeback of the Year (2013)
  - PWI Most Improved Wrestler of the Year (1991)
  - PWI ranked him #11 of the top 500 singles wrestlers in the PWI 500 in 1996[122]
  - PWI ranked him #126 of the top 500 singles wrestlers of the «PWI Years» in 2003[123]
- Turnbuckle Championship Wrestling
  - TCW Heavyweight Championship (1 раз)
- World Championship Wrestling
  - NWA World Tag Team Championship (1 раз) — з Barry Windham
  - WCW United States Championship (2 рази)
  - WCW World Six-Man Tag Team Championship (1 раз) — з Big Josh і Tom Zenk
  - WCW World Tag Team Championship (2 рази) — з Ricky Steamboat (1) і Barry Windham (1)
- World Wrestling Federation/World Wrestling Entertainment/WWE
  - Командне Чемпіонство WWE (2 рази) — з Коді Роудсом
  - Командне чемпіонство світу (1 раз) — з Букером Ті
  - WWF Hardcore Championship (9 разів)
  - Інтерконтинентальне чемпіонство WWE (3 рази)
  - Slammy Award for Best Couple (1997) з Marlena
  - Slammy Award for Frequent Tweeter (2010)
  - Slammy Award for «You Still Got It» Best Superstar Return of the Year (2013)
  - Slammy Award for Tag Team of the Year (2013) — з Коді Роудсом
- Wrestling Observer Newsletter awards
  - Most Embarrassing Wrestler (1997)
  - Most Improved (1991)
  - Rookie of the Year (1989)
  - Worst Gimmick (1995) як Голдаст
  - Worst Gimmick (1997) as The Artist Formerly Known as Goldust
  - Worst Gimmick (2007)